# 帝国主义与革命
《帝国主义与革命》（阿尔巴尼亚语：Imperializmi dhe revolucioni）是阿尔巴尼亚前最高领导人恩维尔·霍查撰写的一本理论著作，被认为是霍查最重要的作品。

## 简介
《帝国主义与革命》于1978年4月在阿尔巴尼亚首次出版并在阿尔巴尼亚劳动党内发行；同年12月，该书第二版由地拉那“十一月八日”出版社公开发行。全书除序言和注释外共分两大部分，455页，约20万字。这本书的诞生，标志着霍查主义的最终形成。在这本书中，霍查抨击毛主义不是马克思列宁主义，而是“一种反马克思主义理论”，“三个世界”理论则是“一种反革命沙文主义理论”。 此外，霍查还批评了“美帝国主义”、“德国帝国主义”、“苏联社会帝国主义”、“中国社会帝国主义”、“日本军国主义”、“南斯拉夫修正主义”、“野蛮竞争的共同市场”、“欧洲修正主义党”、“意大利颓废派”、“西班牙君主王朝的走狗”等等。

## 内容
|  | 事件的经过表明“无产阶级文化大革命”既不是一场革命，也不伟大，更无关文化，最关键的是，它绝不是“无产阶级的”。 |

|  | 当谈到“毛泽东思想”时，很难分辨出一条清晰的界线，因为正如我们一开始所说，这是来自无政府主义、托洛茨基主义、现代修正主义、铁托主义、赫鲁晓夫主义、“欧洲共产主义”意识形态的融合，使用了一些马克思主义的短语。在这一切的混合物中，孔子、孟子和其他中国哲学家的旧思想，直接影响毛泽东的思想的形成，在他本人的文化和理论发展，也占据着光荣的位置。即使是以扭曲的马列主义形式出现的毛泽东思想的那些方面，也带有某种带有强烈民族主义、仇外心理甚至佛教色彩的“亚洲共产主义”的印记和特征，最终必然与马列主义公开对立。 |

## 评价
印度共产主义起义党：“霍查同志在1978年发表的专著《帝国主义与革命》，是在帝国主义时代走向晚期资本主义时代的大背景下，捍卫马克思列宁主义，特别是反对20世纪下半叶两大修正主义：赫鲁晓夫修正主义与毛修正主义，写就的一本著作。这本著作足以让他成为最后一个伟大的列宁主义者。”